# Дідусь дідуся нашого дідуся
«Дідусь дідуся нашого дідуся» (азерб. «Babamızın babasının babası») — радянський художній фільм, знятий в 1981 році азербайджанським режисером Тофіком Тагізаде на кіностудії «Азербайджанфільм» в жанрі кінокомедії.

## Сюжет
Дідусь Азіз (Гусейнага Садигов) довгий час проживає в одному з азербайджанських сіл. Хоча все населення села — родичі Азіза, але ніхто точно не знає, скільки йому років. Чабан Азіз пасе колгоспних овець, іноді згадує минулі роки, своє перше кохання.
Одного разу стає відомо, що дідусеві Азізу 160 років (дата його народження була викарбувана на мідному посуді, яку його дід замовив у зв'язку з народженням Азіза). Люди звідусіль приходять на урочистий ювілей. Дідуся переселяють в відремонтований будинок, призначають особистого лікаря.
Глядачі бачать Азіза в трьох часових рамках. Маленький Азіз закоханий в дівчину, яка була старша за нього. Цю дівчину видали заміж, і Азіз дуже засмутився. У другій частині фільму Азіз (Шаміль Сулейманов) вже виріс. У нього є кохана, на ім'я Зейнаб. Однак одного дня син бека, на ім'я Джафар викрадає Зейнаб, і Азіз залишається один.
У третій частині фільму літній Азіз в день весілля дівчини Зейнаб (Гаміда Омарова), яку примусово видають заміж за Джафара, сина секретаря райкому Алігулієва (Самандар Рзаєв), садить її в сідло і викрадає, везучи в гори. Дізнавшись, що його онук (Сабір Мамедов) любить цю дівчину, Азіз дуже зрадів. Зейнаб виходить заміж за онука Азіза. Причина великої радості Азіза полягає в тому, що він бачить, що щастя, що минуло повз нього, дістається його онукові.

## У ролях
- Гусейнага Садигов — дідусь Азіз
- Самір Гадіров — маленький Азіз
- Шаміль Сулейманов — молодий Азіз
- Самандар Рзаєв — секретар райкому / працівник кладовища Алігулієв
- Гамлет Курбанов (озвучив Гаджи Ісмайлов) — голова колгоспу
- Гаміда Омарова (озвучила Фаргана Кулієва) — Зейнаб
- Олена Караджова — сусідка маленького Азіза / археолог Наргіз
- Сабір Мамедов (озвучив Откем Іскендеров) — онук Азіза, Тапдиг
- Рафік Алієв (озвучив Бахадур Алієв) — кореспондент / пастух Гейбали
- Ельданіз Зейналов (озвучив Бахадур Алієв) — лікар
- Сулейман Алескеров — професор / екскаваторник
- Ельденіз Расулов — син Алігулієва / син бека, Джафар

## Знімальна група
- Автор сценарію: Раміз Ровшан
- Режисер-постановник: Тофік Тагізаде
- Режисер: Тофік Мамедов
- Другий режисер: Рафік Дадашов
- Оператор-постановник: Гусейн Мехтієв
- Оператор: Рафік Кулієв
- Оператор постановочних сцен: Р. Керімов
- Композитор: Мобіл Бабаєв
- Художник: Аріф Абдуррахманов
- Звукооператор: Агагусейн Керімов
- Освітлювач: Мухаммед Гаджиєв
- Художник по костюмам: Наїля Джафарова
- Художник по гриму: А. Рзазаде
- Монтаж: Неллі Махмудова
- Редактор: Тогрул Джуварли
- Директор фільму: Акіф Мусаєв
- Асистенти: Я. Ахмедов, З. Муртузов, Р. Кулієв, С. Кулієв, М. Селімова